# Andreas Gursky
Andreas Gursky (n. 15 ianuarie 1955, Leipzig, RDG) este un fotograf german și profesor la Kunstakademie Düsseldorf.
Gursky este cunoscut pentru fotografia sa color la scară largă, reprezentativă pentru arhitectură și peisaje, folosind adesea un punct de vedere elevat. Lucrările sale au atins unele dintre cele mai mari prețuri de pe piața de artă în rândul fotografilor în viață. Fotografia lui, Rhein II, s-a vândut cu 4.338.500 USD pe 8 noiembrie 2011, apoi un record mondial pentru cea mai scumpă fotografie.
Gursky împarte un studio cu colegii fotografi Laurenz Berges, Thomas Ruff și Axel Hütte pe Hansaallee din Düsseldorf.